# Лука Богдановић
Лука Богдановић (Београд 11. фебруар 1985) је бивши српски кошаркаш. Играо је на позицији крила.

## Каријера
Богдановић је почео тренира кошарку у СЦ "25. мај“, затим је наступао за клубове Циклон, Раднички Београд, Беовук и Црвена звезда. Код тренера Змага Сагадина је почео да добија прву већу минутажу у првом тиму. Са Црвеном звездом је освојио Куп Србије и Црне Горе у сезони 2003/04. Tада је са 48 постигнутих поена био најефикаснији у тиму Црвене звезде на завршном турниру.
У јулу 2004. је прешао из Црвене звезде у Партизан. Са Партизаном је био шампион у сезонама 2004/05. и 2005/06, а у сезони 2006/07. освојио је национално првенство и Јадранску лигу и пласирао се у другу фазу Евролиге. У свим такмичењима у сезони 2006/07. (Евролига, НЛБ лига, Синалко наша лига и Куп Србије) играо је на 72 утакмице, уз просек од 13,4 минута на паркету, 5,9 поена и 2,7 скокова. Међутим, доласком Владимира Мицова из подгоричке Будућности, Богдановић је изгубио своје место у постави, тако да је у плеј-офу одиграо укупно 9 минута.
Богдановић је лета 2007. прешао у француски Ле Ман, где се задржао само једну сезону. Од 2008. до 2010. играо је у шпанском Хувентуду, затим се поново вратио у Француску, сада у Роан, али се ту задржао само од октобра до новембра 2010. године. У децембру 2010. прелази у немачки Олденбург, а већ 2011. одлази у шпански Кахасол из Севиље, где је играо до 2013. За сезону 2013/14. је потписао уговор са Турк Телекомом.
По истеку уговора са Турк Телекомом, Богдановић се вратио у Србију где је прошао читаве припреме са својим бившим клубом Партизаном. На крају је одлучено да потпише отворени уговор са шампионом Србије па се на тај начин Лука вратио у клуб из Хумске након пуних седам година. Напустио је црно-беле у јануару 2015. и потписао уговор са екипом Андоре која се такмичи у шпанској АЦБ лиги. У сезони 2016/17. поново је био играч Хувентуда.

## Репрезентација
Био је члан пионирске, кадетске, јуниорске и младе репрезентације. Са кадетском репрезентацијом Југославије коју је тренирао Стеван Караџић освојио је златну медаљу на Европском првенству у Литванији 2001. године, када је био изабран у најбољу петорку шампионата и био најкориснији играч првенства. На Европском првенству у Русији са младом репрезентацијом освојио је бронзану медаљу и поново био члан најбоље петорке шампионата. У априлу 2004. био је учесник „Најк Хупс“ утакмице у којој је био најбољи стрелац и играч селекције остатка света у мечу са САД.
У лето 2006. је био кандидат за састав сениорске репрезентације на Светском првенству у Јапану. За сениорску репрезентацију Србије је наступао у квалификацијама за Европско првенство 2009. у Пољској.

## Успеси

### Клупски
- Црвена звезда:
  - Куп Радивоја Кораћа (1) : 2004.
- Партизан:
  - Првенство СЦГ (2) : 2004/05, 2005/06.
  - Првенство Србије (1) : 2006/07.
  - Јадранска лига (1) : 2006/07

### Репрезентативни
- Европско првенство до 16 година :  2001.
- Европско првенство до 20 година :  2005.